# Tiep-Tiap

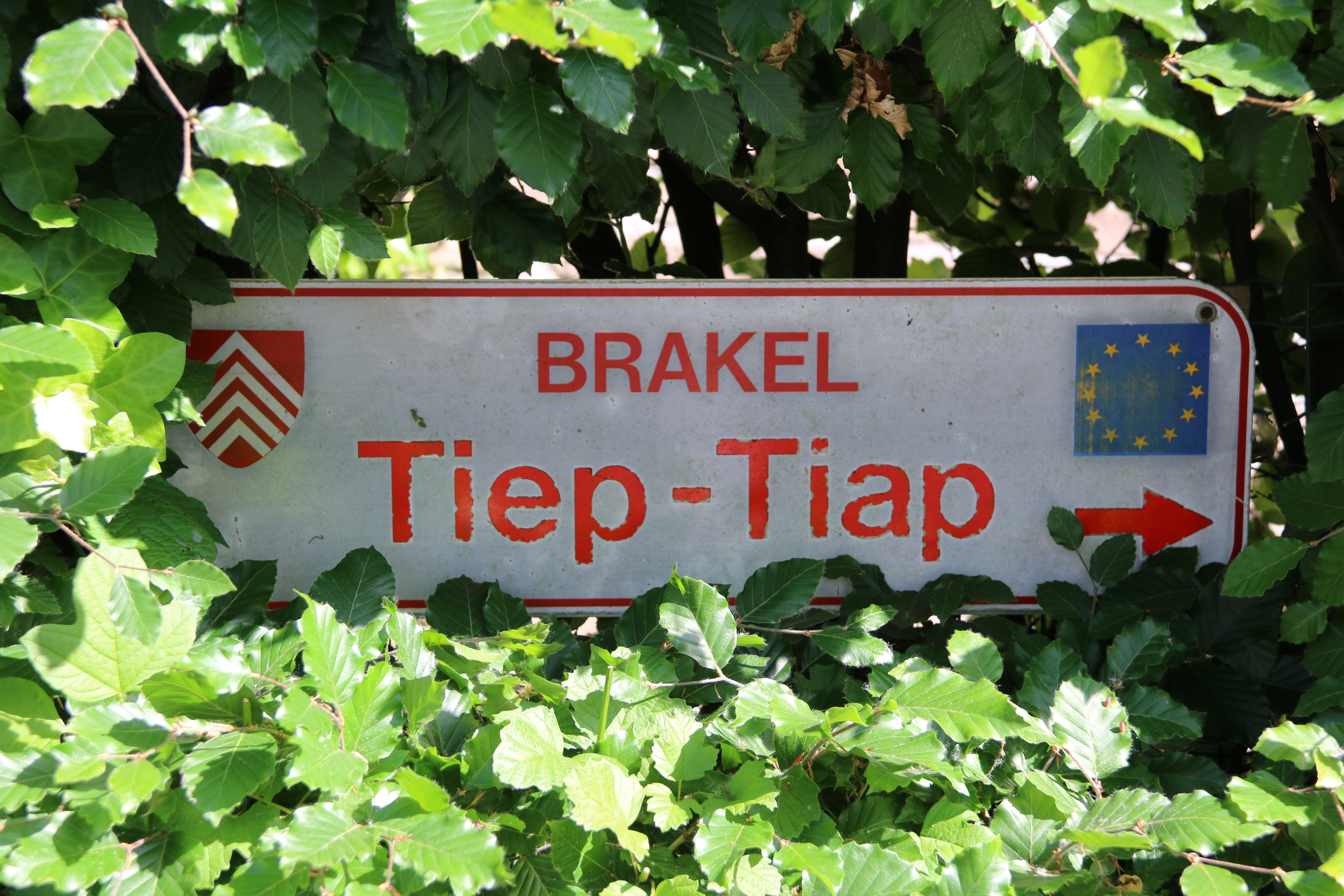

Tiep-Tiap is de naam van een wandelpad en heuvel in de Vlaamse Ardennen gelegen in Everbeek in de Belgische provincie Oost-Vlaanderen. De helling gaat stijgend over in Lobe en wordt ook wel Lobe genoemd. Iets meer naar het noordoosten beklimt de Fayte dezelfde heuvelrug, maar dan vanuit het noorden.
De top van de klim ligt in Everbeek-Boven.

## Wielrennen
De helling wordt vaker opgenomen in toertochten voor wielertoeristen.